# Nihonmatsu (Fukushima)
Nihonmatsu (二 本 松 市, Nihonmatsu-shi?) És una ciutat localitzada a la prefectura de Fukushima, Japó. El juny de 2019 tenia 55.620 habitants i una densitat de població de 161 persones per. La seva àrea total és de 344,42 km².

## Geografia

### Municipis circumdants
- Prefectura de Fukushima
  - Fukushima
  - Kōriyama
  - Tamura
  - Motomiya
  - Namie
  - Katsurao
  - Kawamata
  - Ōtama
  - Inawashiro

## Demografia
Segons dades del cens japonès, la població de Nihonmatsu ha disminuït en els últims anys.
| Any del cens | Població |
| ------------ | -------- |
| 1995         | 67.269   |
| 2000         | 66.077   |
| 2005         | 63.178   |
| 2010         | 59.871   |
| 2015         | 58.162   |